# Karl Ritter (Diplomat)

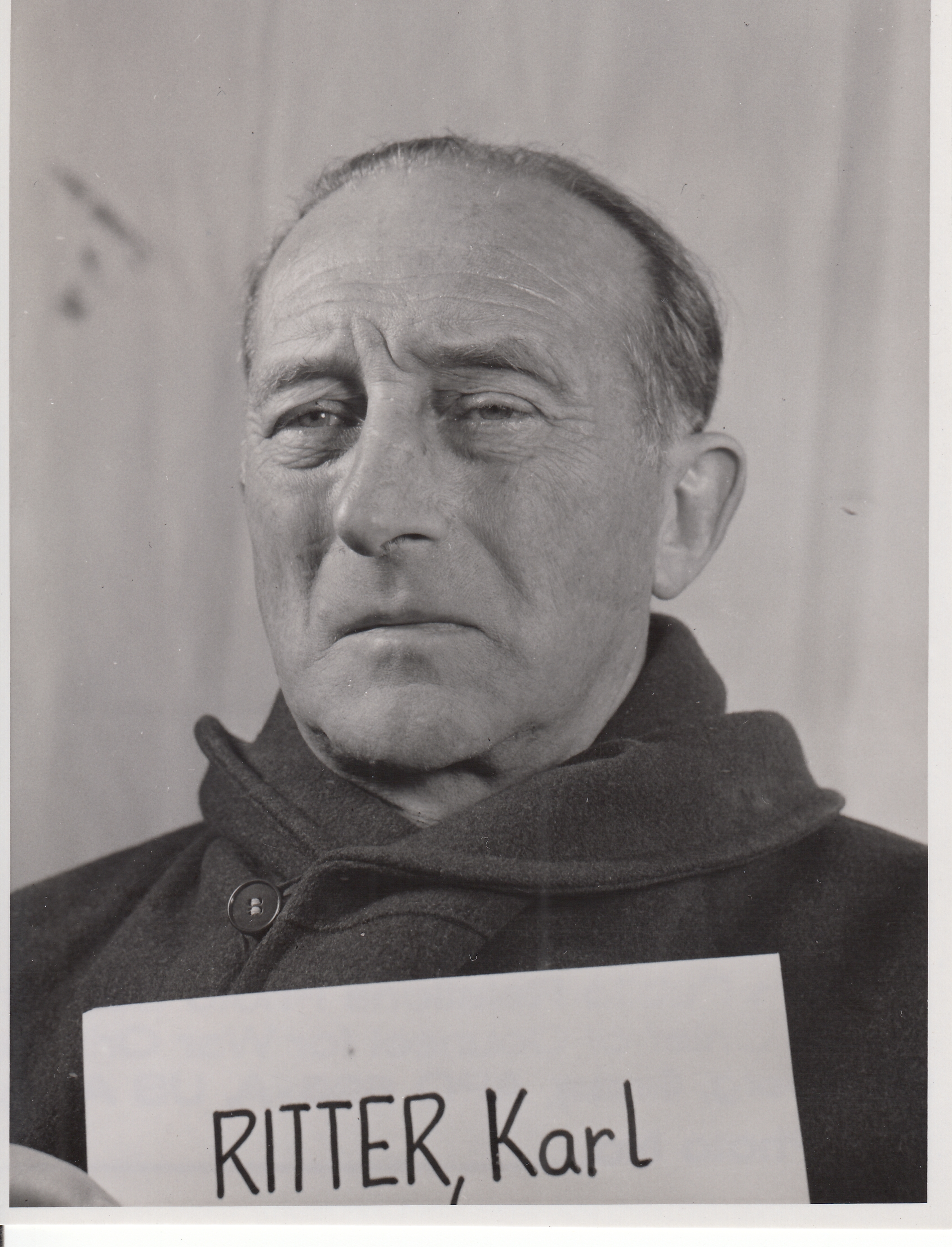
Karl Ritter

Karl Ritter (geboren 5. Juni 1883 in Dörflas; gestorben 31. Juli 1968 in Murnau am Staffelsee) war ein deutscher Diplomat, Botschafter in Brasilien, Mitglied der NSDAP, Sonderbeauftragter beim Münchener Abkommen, leitender Beamter im Auswärtigen Amt während des Zweiten Weltkriegs und verurteilter Kriegsverbrecher im Wilhelmstraßen-Prozess.

## Leben

### Ausbildung und erste Berufsjahre
Ritter besuchte in Erlangen und Kempten das Gymnasium. Er studierte ab 1901 in München, Berlin und Erlangen Rechtswissenschaft, Geschichte und Geologie und wurde 1905 zum Dr. iur. promoviert, wonach er für zwei Jahre bei der Kölnischen Zeitung als Berliner Börsenkorrespondent volontierte. 1907 begann er ein Referendariat im bayerischen Staatsdienst. Nach dem zweiten Staatsexamen und einem einjährigen Studium am Hamburgischen Kolonialinstitut ging er 1911 in das Reichskolonialamt, das ihn von 1912 bis 1914 in das Gouvernement der deutschen Kolonie Kamerun nach Buea abordnete. Von 1914 bis 1915 war er Soldat im Ersten Weltkrieg und wurde danach in verschiedenen oberen Reichsbehörden eingesetzt.
Ab 1918 war er im Reichswirtschaftsamt und Reichsfinanzministerium tätig und wurde schließlich 1922 im Auswärtigen Amt (AA) Leiter der Referate für Wirtschaft und Reparationen. 1924 wurde er Ministerialdirigent. Hier war er maßgeblich an dem Projekt der deutsch-österreichischen Zollunion beteiligt, das im Herbst 1931 aber am Widerstand der Franzosen scheiterte.

### Zeit des Nationalsozialismus
1936 übernahm er kurzzeitig die Handelspolitische Abteilung, bevor er nach Brasilien versetzt wurde. Von 1937 bis 1938 war er Botschafter in Rio de Janeiro, wo die Botschaft wegen der Forderung, die Aktivitäten der NSDAP/AO zuzulassen, in Konflikt mit der Regierung Brasiliens geriet. Vorwürfe der brasilianischen Regierung unter Getúlio Vargas, ein von faschistischen Integralisten 1938 verübter Putschversuch sei mit deutscher Unterstützung geschehen, führten zu einer Krise zwischen beiden Ländern und zur Erklärung des damaligen Außenministers Oswaldo Aranha, Ritter sei in Brasilien unerwünscht, ohne den völkerrechtlichen Begriff „persona non grata“ auszusprechen. Dies bewirkte jedoch seine Abberufung. Nachfolger als Botschafter wurde zum 1. Juni 1939 Curt Prüfer. Ritter gab während des Wilhelmstraßenprozesses an, er sei während seines Aufenthaltes in Brasilien zum Parteieintritt in die NSDAP gezwungen worden (Urteil, S. 158).
1938 war er Vorsitzender des Unterausschusses B der „Internationalen Kommission zur Abtretung des sudetendeutschen Gebiets“ bei den Verhandlungen für das Münchener Abkommen. Ab 1939 wurde Ritter als Botschafter z. b. V. mit verschiedenen Sonderaufgaben versehen. Im Herbst 1939 war er mit dem wirtschaftspolitischen Teil der deutsch-sowjetischen Verhandlungen befasst, die zum Deutsch-sowjetischen Nichtangriffspakt geführt hatten. Ritter und sein Stellvertreter Karl Schnurre waren Delegationsleiter bei den Verhandlungen in Moskau, die in 1940 und 1941 geschlossene Zusatzvereinbarungen zum Deutsch-Sowjetischen Wirtschaftsvertrag mündeten.
Mit Kriegsbeginn war Ritter mit der Leitung aller mit dem deutschen Wirtschaftskrieg zusammenhängenden Aufgaben im AA betraut. So wurde er im Juni 1940 als deutscher Delegationsleiter bei den Verhandlungen zwischen Dänemark und dem Deutschen Reich zur Vorbereitung einer europäischen Wirtschaftsunion eingesetzt. Da er zu diesem Zeitpunkt über kein Konzept verfügte, wie man dabei dem Sonderstatus Dänemark gerecht werden konnte,  sah er das Protektorat Böhmen und Mähren als Ansatzpunkt, dem Dänemark nur noch anzugliedern sei. Die von Adolf Hitler sanktionierte Zielstellung lief dabei darauf hinaus, es Dänemark zukünftig unmöglich zu machen, eine von Deutschland unkontrollierte Handelspolitik zu betreiben. Am 30. Juli 1940 traf Ritter in Kopenhagen ein; die dänische Seite unter heftigen Druck setzend, stellte er die umgehende Einführung der deutschen Währung in den Mittelpunkt seiner Bedingungen. Da Dänemark darin die zwangsweise Aufkündigung seiner Souveränität sah und Ritter keine Bereitschaft zeigte, von dieser Bedingung abzurücken, erklärte er Mitte August die Verhandlungen für gescheitert. Um dieses Desaster zu verschleiern, einigten sich beide Seiten, Stillschweigen über dieses missglückte Kapitel zu wahren.
Ab Oktober 1940 war Ritter in den Fragen der Ausplünderung der vom Deutschen Reich besetzten Gebiete Verbindungsmann zwischen AA (Ribbentrop) und dem Oberkommando der Wehrmacht (OKW). Einer seiner Mitarbeiter war der als Agent für den amerikanischen Geheimdienst OSS tätige Widerstandskämpfer Fritz Kolbe, der auf diesem Weg Zugang zu militärischen und politischen Verschlusssachen erhielt.

### Prozess
Bei Kriegsende wurde Ritter inhaftiert und 1947 im Wilhelmstraßen-Prozess wegen folgender Verbrechen angeklagt:
- I: Verbrechen gegen den Frieden: Vorbereitung, Einleitung und Führung von Angriffskriegen und Kriegen unter Verletzung internationaler Verträge ... (S. 6).
- III: Kriegsverbrechen: Ermordung und Mißhandlung von Angehörigen der kriegführenden Mächte und von Kriegsgefangenen (S. 61).
- V: Kriegsverbrechen und Verbrechen gegen die Menschlichkeit: Greueltaten und Vergehen gegen die Zivilbevölkerung. Verfolgung von Juden, Katholiken und anderen Minderheiten (S. 78).
- VI: Kriegsverbrechen und Verbrechen gegen die Menschlichkeit: Raub und Plünderung (S. 187).
- VII: Kriegsverbrechen und Verbrechen gegen die Menschlichkeit: Sklavenarbeit (S. 241).

Im Punkt I wurde Ritter als nicht schuldig erklärt:
„es lag kein Beweis vor, daß er den Angriffscharakter dieser Kriege gekannt hat“ (S. 43).
Zum Punkt V kam das Gericht zu folgenden Feststellungen:
„Er hat sich über die Judenpolitik ... und über das Schicksal der nach dem Osten deportierten Juden keinen Illusionen hingegeben, wenn er auch höchstwahrscheinlich keine unmittelbare Kenntnis von dem Umfang, der Methode und den Begleitumständen der Ausrottungsmaßnahmen gegen die Juden gehabt hat.“ (S. 158).
„Kenntnis davon, daß ein Verbrechen begangen worden ist oder bevorsteht, genügt zu einer Verurteilung nur in den Fällen, in denen eine Rechtspflicht besteht, eine Handlung zu verhindern oder sich ihr zu widersetzen.“ (S. 159).
Diese Feststellungen bezogen sich auf Ritters Verwicklungen in die Deportationen von Juden aus Dänemark, Frankreich und Ungarn.
Einzig im Punkt III wurde Ritter schuldig gesprochen, in allen anderen Punkten wurde er mangels stichhaltiger Beweise als Nicht Schuldig im Sinne der Anklage bezeichnet. Auch im Punkt III blieben nur zwei Fälle übrig:

Die Mitwirkung des AA an einem Befehl über die juristische Nichtahndung der Lynchjustiz gegen alliierte Flieger (S. 64).
„Wir sehen Ritter nicht einfach als Laufburschen an...er war zwar nicht Urheber dieser Mordpolitik, hat sie aber durchgeführt.“
Und im Falle der Ermordung ausgebrochener alliierter Kriegsgefangener wurde er deshalb verurteilt, weil er in seiner Funktion im AA das OKW darauf hätte hinweisen müssen, dass die Schweizer Gesandtschaft als Schutzmacht der britischen Kriegsgefangenen über den Tod der Ausbrecher wahrheitsgemäß aufgeklärt wird, gemäß:
Artikel 77 der Genfer Konvention von 1929 und Artikel 14 der
Haager Bestimmungen von 1907.
Stattdessen habe er daran mitgewirkt, dass der Schweizer Gesandtschaft eine unwahre und irreführende Note überreicht wurde.
Die Probleme des Prozesses zeigten sich in der
„Abweichenden Stellungnahme des Richters Leon W. Powers“ (S. 280ff), einem der drei Richter des amerikanischen Militärgerichtshofes, der diese beiden Punkte detailliert zerlegte und die Verurteilung zurückwies (S. 298).
Ritter wurde zu einer vierjährigen Haftstrafe (gültig ab 1945) verurteilt und einen Monat nach Urteilsverkündung, zum 15. Mai 1949, entlassen. Ritters Verteidiger war der Strafverteidiger Horst Pelckmann, der von Erich Schmidt-Leichner abgelöst wurde.
Über die weiteren Jahre nach dem Krieg liegen keine Informationen vor.

## Familie
Ritter war Vater des Kommunisten Karl-Heinz Gerstner, der als junger Diplomat in der deutschen Botschaft in Paris unter Otto Abetz im besetzten Frankreich arbeitete, in der DDR ein bedeutender Journalist wurde und bei der Stasi als IM Ritter geführt wurde, und damit Großvater der Journalistin, Schriftstellerin und Publizistin Daniela Dahn sowie Urgroßvater der Regisseurin und Schriftstellerin Laura Laabs. Karl Ritter hatte zwei Schwestern: Martha Sieger wohnte in Coburg. Die jüngere Schwester war Barbara Kluftinger; sie war die Frau von Hermann Kluftinger, der bis 1928 Direktor und Aktionär der Spinnerei und Weberei Kottern in Kottern bei Kempten (Allgäu) und anschließend bis 1955 Direktor der Mechanischen Baumwollspinnerei und Weberei Augsburg war.

## Schriften
- Neu - Kamerun : Das v. Frankreich an Deutschland im Abkommen vom 4. Nov. 1911 abgetretene Gebiet; Beschrieben auf Grund d. bisher vorliegenden Mitteilgn. Jena: Fischer, 1912 Veröffentlichungen des Reichskolonialamts; Nr 4 (Online-Volltext)
- Germany's Experience with Clearing Agreements, in: Foreign Affairs, 1935, S. 465–475